# Trigonura samarensis
Trigonura samarensis är en stekelart som beskrevs av T.C. Narendran 1987. Trigonura samarensis ingår i släktet Trigonura och familjen bredlårsteklar.
Artens utbredningsområde är Filippinerna. Inga underarter finns listade i Catalogue of Life.